# Juliane Ludwig-Braun
Juliane Ludwig-Braun (geboren als Hermine Juliane Braun; * 11. Dezember 1903 in Horn (Niederösterreich); † 21. Juli 1957 in Wien) war eine österreichische Schriftstellerin und Literaturkritikerin.

## Leben und Wirken
Ludwig-Braun war Mitglied im getarnt nationalsozialistischen Bund deutscher Schriftsteller Österreichs. Nach dem Anschluss Österreichs veröffentlichte sie auch antisemitische Schriften, so z. B. „Der Hostienraub der Juden 1338 in Pulkau“ und war ebenfalls im sogenannten „Bekenntnisbuch österreichischer Dichter“ vertreten. In erster Linie schrieb sie Lyrik, daneben auch Romane, Hörspiele und Essays.
Ihr bürgerlicher Name war zuletzt Hermine Juliane Olscha durch ihre 1950 geschlossene zweite Ehe mit dem Dozenten Leonhard Olscha. Sie veröffentlichte weiter unter dem Künstlernamen Juliane Ludwig-Braun.

### Textbeispiel
Befreiung (vertont von Vilma von Webenau)
Der Frühling zog mit lauen Lüften
Durchs Land auf leichtem Wanderfuß
In Silberkätzchen, herben Düften
Erscheint die Au am braunen Fluß
Noch lag mir Bitterkeit im Blute
Und Sinnen, das kein Lied gebar
Da fuhr im losen Übermute
Der junge Frühling mir durchs Haar
Wohlan! Schon treiben mich Gewalten
Wie Blütenblätter, weit durchs Land
Im Schweben darf ich umgestalten
Dich kleines Lied, das mir erstand

### Schriften (Auswahl)
- Die Kelter des Herzens, 1937
- Wundersamer Frühling, 1938
- Vergangene Jahrhunderte ostmärkischen Grenzweinlandes, Wien 1939
- Das Antlitz des Lebens, 1949
- Schloß Wildberg im Schatten der Jahrhunderte, 1955